# Константін Бібл
Константін Бібл (чеськ. Konstantin Biebl, [bíbl]; *26 лютого 1898, Славєтін, Австро-Угорщина — †12 листопада 1951, Прага, Чехословаччина) — чеський поет і прозаїк, представник поетизму та сюрреалізму. Його творчість відзначалася ліричністю і сновидною атмосферою.
Бібл був активним учасником літературної групи Деветсил, що об'єднувала чеських авангардистів. У своїх творах він поєднував елементи екзотики, мрійливості та революційного пафосу. Значний вплив на його поезію мали подорожі, особливо його візит до Індонезії, який відобразився у збірках «З кораблем, що привозить чай і каву» (чес. S lodí, jež dováží čaj a kávu) та «Новий Ікар» (чес. Nový Ikaros).
Після Другої світової війни зазнав політичного та психологічного тиску, що, за деякими версіями, стало причиною його трагічної смерті. Бібл лишив помітний слід у чеській літературі, оскільки його творчість залишається важливою частиною літературного надбання Чехії.

## Біографія
Константін Бібл народився у містечку Славєтін поблизу Лоун у родині стоматолога Петра Бібла. В архівних документах його батько згадується як практикуючий лікар, тоді як у літературних джерелах зазначено, що він був стоматологом. Під час Першої світової війни Петр Бібл служив військовим хірургом на Галицькому фронті. Там він захворів на черевний тиф, а під час одужання вчинив самогубство. Великий впив на Бібла мав й дядько Арношт Раж, який був поетом.

## Освіта та молоді роки
Константін навчався у початковій школі в Славєтіні, після чого вступив до школи в Лоунах. У п'ятому класі він не склав іспит з чеської мови, через що змушений був повторювати рік у Празі, де й завершив навчання, отримавши атестат зрілості вже в статусі військовослужбовця австро-угорської армії. Після цього його відправили на фронт Першої світової війни. У січні 1918 року Бібл був поранений на Балканському фронті, потрапив у полон і був засуджений до страти. Йому вдалося втекти з полону, після чого він проходив лікування в Сараєво.

## Літературна і громадська діяльність
У 1918 році він повернувся до Праги, де йому діагностували загрозу туберкульозу. У 1921 році він склав іспит з латини у Новоміському піяристському гімназії в Празі і вступив на медичний факультет Карлового університету, але незабаром покинув навчання заради літературної діяльності. У 1922 році разом із своїми друзями вступив до Комуністичної партії Чехословаччини.
Серед найближчих друзів Бібла були Карел Конрад і Їржі Волкер. У 1922 році Бібл проводив канікули в Югославії, у санаторії в Башці на острові Крк, де закохався у пацієнтку з туберкульозом Яну Мікшовську. Її смерть вплинула на його творчість, зокрема на написання збірки "Злодій з Багдаду" (чес. Zloděj z Bagdádu). 
У 1921–1924 роках був членом експресіоністів "Літературної групи", а згодом приєднався до "Дев'єтсіл". У 1925 році відвідав Францію, а в 1926–1927 роках подорожував екзотичними країнами – Явою, Цейлоном та Суматрою, що надихнуло його на створення збірки "З кораблем, що привозить чай і каву" (чес. S lodí, jež dováží čaj a kávu) та численних репортажів і публіцистичних творів. У ці роки він почав вживати алкоголь і наркотики, що вплинуло на його психічний стан.
У 1931 році одружився з Марією Булововою (1909–1997), і вони провели медовий місяць у Алжирі та Тунісі. У 1934 році підписав декларацію про створення "Групи сюрреалістів у Чехословаччині" та став її членом, однак його світогляд залишився незмінним. Переважно жив у Лоунах, працюючи зубним техніком в стоматологічному кабінеті матері. Його дружина займалася перекладацькою діяльністю, працюючи з німецькою, російською та французькою мовами. У 1974 році вона з підтримкою Арношта Ража, дядька Бібла, видала власну поетичну збірку "Pianissimo", яка, однак, не здобула широкого визнання.

## Останні роки та смерть
Під час Другої світової війни Бібл мешкав то в Празі, де працював у кінематографі, то в сільській місцевості, зокрема в Б'єловсі та Лібнічі. Останнє десятиліття його життя було надзвичайно плідним у творчому сенсі. Після війни, у 1945 році, він почав працювати чиновником у Міністерстві інформації та був обраний членом Фільмової ради. Планував видати чотири поетичні збірки, але вийшла лише одна.
Розбіжності між його поетичним світобаченням і реальністю, особисті проблеми та хвороба, атмосфера політичних репресій та переслідувань довели Бібла до самогубства. Він наклав на себе руки, вистрибнувши з вікна.

## Творчість

### Початок літературної діяльності
Публікував свої твори в різних часописах і газетах: 
- Альманах студентів з Лоуни "Cíl" - 1921
- "Průboj" та "Host" - з 1921
- "Lumír" - 1923
- "Rudé právo" - 1923

### Основні поетичні збірки
- Пісні сухотника (чес. Písně souchotináře) (1919) – не була опублікована у вигляді книги, містить враження від війни, депресії, вплив пролетарської поезії та подорожей.
- Вірний голос (чес. Věrný hlas) (1924) – присвячена Їржі Волькеру.
- Злодій з Багдаду (чес. Zloděj z Bagdádu) (1925) – містить елементи поетизму й екзотизму, присвячена Яні Мікшовській.
- Золотими ланцюгами (чес. Zlatými řetězy) (1926) – експерименти з евфонічною будовою вірша.
- З кораблем, що привозить чай і каву (чес. S lodí, jež dováží čaj a kávu) (1927) – натхненна подорожами до Азії та Африки.
- Новітній Ікар (чес. Nový Ikaros) (1929) – сюрреалістична поема з елементами поетизму, що містить філософські роздуми про життя і смерть.
- Зеркало ночі (чес. Zrcadlo noci) (1939) – реакція на окупацію Чехословаччини.
- Без страху (чес. Bez obav) (1951) – остання збірка, містить політичні мотиви.

### Проза
- Plancius – антиклоніальна подорожня проза.
- Подорож на Яву (чес. Cesta na Jávu) – видана посмертно (1958).

### Переклади
- Вечір; Метелик; Вечір над морем; Ялинка; Пісня зубчатого колеса; Воєнна тиша; Бетховен (З циклу «Карлові Вари») / К. Бібл ; Пер. з чес. Г. Кочур // Чеська поезія: Антол. — К., 1964. — С. 325—333.
- Пошепки; Похоронна; Яванка (З циклу «Карлові Вари») / К. Бібл ; Пер. з чес. М. Пригача// Чеська поезія: Антол. — К., 1964. — С. 325—333.
- Сільський театр (З циклу «Карлові Вари») / К. Бібл ; Пер. з чес. О. Новицький // Чеська поезія: Антол. — К., 1964. — С. 325—332.
- Рушниця (З циклу «Карлові Вари») / К. Бібл ; Пер. з чес. Ю. Петров // Чеська поезія: Антол. — К., 1964. — С. 325—332.
- Ялинка; Бетховен (З циклу «Карлові Вари»); Воєнна тиша / К. Бібл ; пер з чес. Г. Кочур / Відлуння: Вибрані переклади / [Авт. передм. В. Коротич; Ред. Ф. Ф. Скляр] — К.: Дніпро, 1969. — 146 с.
- "Новітній Ікар" / поема К. Бібла ; пер. з чес. П. Марусик/ Хроніка Україна- Чехія. Ч.II. С. 364-380.